# مشعل (فیلم ۱۹۸۴)
مشعل (به هندی: Mashaal) فیلمی محصول سال ۱۹۸۴ و به کارگردانی یاش چوپرا است. در این فیلم بازیگرانی همچون دیلیپ کومار، وحیده رحمان، آنیل کاپور، راتی آگنیهوتری، گلشن گروور، سعید جعفری، آلوک نات، آمریش پوری ایفای نقش کرده‌اند.